# Jule Steinert
Jule Steinert  (1 juni 1997) is een Duitse sportvrouw. Zij beoefent sinds 2005 de trialsport en werd in 2017 tweede in het FIM Wereldkampioenschap trial bij de vrouwen, vierde in het Europees kampioenschap, tweede in het Duits kampioenschap en met het Duitse nationale team vierde in de Trial des Nations voor vrouwenteams. Bovendien werd zij dat jaar verkozen tot ADAC motorsporter van het jaar.
Steinert woont in Stein bij Neurenberg in Beieren en rijdt voor het team van TRS.